# Albanerpetontidae
Albanerpetontidae — вимерла родина земноводних підкласу безпанцирних (Lissamphibia). Існувала в північній півкулі у юрському та крейдовому періоді, а в Європі вижила до плейстоцену.

## Класифікація
Традиційно циж амфібій через морфологічну схожість відносили до різних родин ряду хвостатих земноводних. Лише у 1982 році доведено, що Albanerpeton є базальною формою безпанцирних амфібій (Lissamphibia), тому його та близькі вид виокремили у родину Albanerpetontidae та новий ряд Allocaudata.

## Опис
Альбанерпетонтиди були невеликими (довжиною кілька сантиметрів) і зовні схожими на саламандр. Шкіра була вкрита лускою. В альбанерпетонтидів були балістичні язики, схожі на язики хамелеонів і плетодонтидних саламандр, які використовували для захоплення здобичі.

## Спосіб життя
Морфологія альбанерпетонтидів свідчить про те, що вони були наземними хижаками, які харчувалися безхребетними. Тактика полювання схожа до сучасних плетодонтидів — тварина просто сиділа непорушно, поки поруч не з'явиться здобич, яку вони захоплювали липким язиком. У них був прямий розвиток, тобто личинки були зовні схожі на дорослих.